# مطالعات سازمانی
مطالعات سازمانی عبارتست از بررسیِ اینکه چگونه افراد، ساختار سازمانی، فرایندها و عملکردها را شکل می‌دهند و به نوبه خود این‌ها چگونه روابط سازمانی را شکل داده و نهادهایی را به وجود می‌آورند که در نهایت مردم را تحت تأثیر خود قرار می‌دهد. مطالعات سازمانی بنا به نوع رویکرد، شامل حوزه‌های متفاوتی می‌شود. بسیاری از این رویکردها کارکردگرایی ساختاری هستند. نظریه انتقادی هم رویکرد متفاوتی است که جایگزین لازم را ارائه می‌دهد. مطالعه تغییرات سازمانی برای مدیریت اساسی است. از این رو اخیراً مطالعه تاریخچه سازمانی نیز در دستور قرار می‌گیرد.

## رشته‌های مرتبط
- رفتار سازمانی
- اکولوژی سازمانی
- رفتار سازمانی
- فرهنگ سازمانی
- روان‌شناسی صنعتی
- یادگیری سازمانی